# Kido Koki
Koki Kido (sinh ngày 28 tháng 6 năm 1995) là một cầu thủ bóng đá người Nhật Bản.

## Sự nghiệp câu lạc bộ
Koki Kido đã từng chơi cho Avispa Fukuoka.